# Cody Jones (attore)
Cody Jones (1985) è un attore canadese.

## Biografia
Cody Jones ha esordito come attore nel 1993 nel film televisivo Dieppe. L'anno seguente ha recitato nel suo primo film cinematografico, Santa Clause. Altri film da lui interpretati sono stati Follia omicida (1997) e Detroit Rock City (1999).
Ha lavorato molto in televisione recitando in diverse serie televisive come Kung Fu: la leggenda continua, La strada per Avonlea e Piccoli brividi.

## Filmografia

### Attore

#### Cinema
- Santa Clause (The Santa Clause), regia di John Pasquin (1994)
- L5: First City in Space, regia di Toni Myers ed Allan Kroeker - cortometraggio (1996)
- Follia omicida (Bad Day on the Block), regia di Craig R. Baxley (1997)
- Falso tracciato (Pushing Tin), regia di Mike Newell (1999)
- Detroit Rock City, regia di Adam Rifkin (1999)

#### Televisione
- Dieppe, regia di John N. Smith – film TV (1993)
- Sodbusters, regia di Eugene Levy – film TV (1994)
- Kung Fu: la leggenda continua (Kung Fu: The Legend Continues) – serie TV, 1 episodio (1995)
- Bambini a noleggio (Rent-a-Kid), regia di Fred Gerber – film TV (1995)
- La strada per Avonlea (Road to Avonlea) – serie TV, 5 episodi (1996)
- Critical Choices, regia di Claudia Weill – film TV (1996)
- Handel's Last Chance, regia di Milan Cheylov – film TV (1996)
- Forse un angelo (Borrowed Hearts), regia di Ted Kotcheff – film TV (1997)
- Franklin – serie TV, 9 episodi (1997-1998)
- Running Wild, regia di Timothy Bond – film TV (1998)
- Piccoli brividi (Goosebumps) – serie TV, 6 episodi (1995-1998)
- Real Kids, Real Adventures – serie TV, 1 episodio (1998)
- Happy Christmas, Miss King, regia di Stefan Scaini – film TV (1998) Scene d'archivio
- Coming Unglued, regia di Fred Gerber – film TV (1999)
- Locked in Silence, regia di Bruce Pittman – film TV (1999)
- Dear America: A Journey to the New World, regia di Don McCutcheon – film TV (1999)
- All-American Girl: The Mary Kay Letourneau Story, regia di Lloyd Kramer – film TV (2000)
- The Pooch and the Pauper, regia di Alex Zamm – film TV (2000)

### Doppiatore
- Allacciate le cinture! Viaggiando si impara (The Magic School Bus) – serie TV, 1 episodio (1997)
- Babar, il re degli elefanti (Babar: King of the Elephants), regia di Raymond Jafelice (1999)
- M.U.G.E.N – videogioco (1999)

## Riconoscimenti
- 1999 – Young Artist Awards
  - Nomination Best Performance in a TV Movie/Pilot/Mini-Series or Series – Supporting Young Actor per Running Wild